# رافيندرا وسميتا كولي
رافيندرا كولي وسميتا كولي هما ناشطان اجتماعيان هنود وطبيبان يعملان مع أفراد القبائل في المناطق القروية النائية في بايراجاره في منطقة ملغات بمقاطعة أمرافاتي في ماهاراشترا. حصل الدكتور رافيندرا كولي على بكالوريوس الطب والجراحة عام 1985 وشهادة الطب عام 1987 من كلية الطب الحكومية، ناجبور. يعمل بنشاط في منطقة بيراجاره منذ عام 1985. تزوج من سميتا، وهي أيضًا طبيبة متخصصة في الأيورفيدا الطب التجانسي، وواصلا معًا عملهما. لقد فرضا رسومًا رمزية 1 روبية هندية (1٫7 ¢ US) للعلاج وكذلك إدارة محل تموين حكومي. فضلاً عن تقديم المساعدة الطبية، يقوم الزوجان أيضًا بحملات توعية عامة للقبائل. أدت أعمال الزوجين كولي إلى خفض معدل وفيات الرضع من 200 لكل 1000 إلى 40 ومعدل وفيات الأطفال قبل سن المدرسة من 400 لكل 1000 إلى 100. في عام 2019، حصل الزوجان على جائزة بادما شري، رابع أعلى جائزة مدنية في الهند.    